# Palacio de Viana (Córdoba)
El palacio de Viana es un palacio-museo de la ciudad de Córdoba (España), situado en el barrio de Santa Marina. El 27 de marzo de 1981 fue declarado Bien de Interés Cultural en la categoría de Monumento.
El palacio fue construido en el siglo XV y se ha ido ampliando con el paso de los siglos. Su denominación proviene del marquesado de Viana, última familia propietaria del inmueble. En 1981, tras ser adquirida por la Fundación CajaSur, se abre por primera vez al público con sus doce patios, el jardín y el interior del palacio, lo que harían unos 6500 metros cuadrados. En 2019 recibió más de 193 000 visitantes, siendo uno de los espacios culturales más turísticos de Córdoba.

## Historia

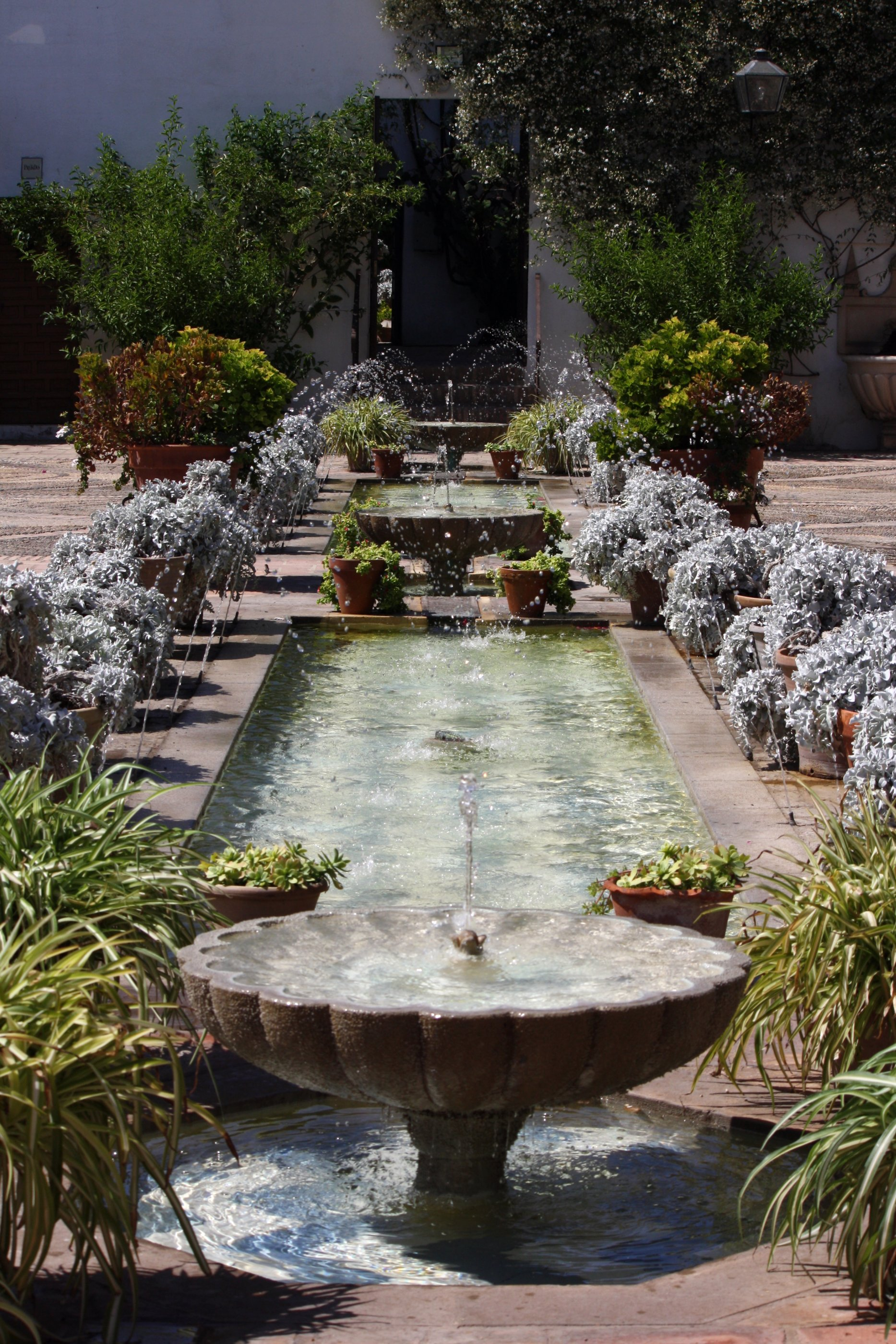
El patio de las Columnas es el más reciente y también el más grande.

### Familia Villaseca
Las primeras referencias a este conjunto palaciego comienzan en 1425, cuando Ruy Fernández, señor de Fuentecubierta, compró por 750 doblas de oro un conjunto de casas medievales que corresponden a los actuales patios de Recibo, del Archivo y de los Naranjos, que componen el cuerpo principal del palacio. En 1492 Gómez Suárez de Figueroa, alcaide mayor de Antequera y veinticuatro de Córdoba, fundó mayorazgo, por lo que podría considerarse el primer dueño del conjunto de bienes, conocido desde entonces como palacio de don Gome. Además de las casas que había heredado de su padre, en 1500 adquirió las viviendas que forman la actual plaza de don Gome.
Gómez Suárez de Figueroa murió sin descendencia y le sucedió su sobrino Bernardino de Figueroa y Córdoba. El hijo de este, Gómez de Figueroa y Córdoba, I señor de Villaseca, amplió el palacio con la compra de las casas de la Puentezuela de Tres Caños, actual patio de los Gatos, en 1545, aunque las perdió en 1561 en un pleito con su hija. El II señor de Villaseca, Luis Gómez de Figueroa y Córdoba, realizó la primera transformación importante en estilo renacentista con el patio de Recibo, la portada principal, probablemente del artista cordobés Juan de Ochoa, así como las caballerizas tras su matrimonio con María de Guzmán de Argote en 1571, perteneciente a una de las familias más prominentes de Córdoba. El III señor de Villaseca, Gómez de Figueroa y Córdoba realizó en 1624 las célebres Rejas de don Gome, una espléndida fachada en el patio de las Rejas cuya función era comunicar la vivienda con el exterior y mostrar la nueva posición de la familia. El IV señor de Villaseca, Luis Gómez Bernardo Fernández de Córdoba y Figueroa, consiguió recuperar las casas de Puentezuela de Tres Caños, el actual patio de los Gatos, tras adquirirlas en 1647.
Ana Rafaela Fernández de Mesa de Argote, VI marquesa de Villaseca, realizó las grandes reformas producidas en el siglo XVIII. Gracias a su acción se crearon las dependencias para la creación del Archivo Histórico de Viana, también se remodeló el patio de la Madama y se construyó el patio del Archivo en torno a 1737. El VII marqués de Villaseca, Diego Rafael Cabrera y Fernández de Mesa, duplicó las dimensiones del palacio al adquirir las casas colindantes de los condes de Torres Cabrera, tras intercambiarlas por un cortijo. Esta ampliación incorporó los actuales patios de la Cancela, la Alberca, el Pozo, los Jardineros, de la Capilla y el amplio jardín en 1814.

### Marqueses de Viana
En 1871 el IX marqués de Villaseca murió sin descendencia y nombró heredera a su esposa María del Carmen Pérez de Barradas y Bernuy, quien, al contraer matrimonio de nuevo en 1873 con Teobaldo de Saavedra y Cueto, I marqués de Viana y octavo hijo del duque de Rivas, el palacio quedó asociado permanentemente a esta familia. Al morir sin descendencia el título pasó a su sobrino, el II marqués de Viana, José de Saavedra y Salamanca, gran impulsor a la hora de convertir la vivienda en una casa-museo, trasladando numerosas piezas arqueológicas al palacio; además, modificó las fajas del escudo de la fachada principal en 1921 para que representaran el del marquesado de Viana, además de ubicar su lema «Padecer por vivir» y añadió los collares de la Orden de Carlos III y del Toisón de Oro. Asimismo, el marqués José de Saavedra fue un importante personaje de la corte del rey Alfonso XIII. Dicho monarca visitó en varias ocasiones el palacio debido a su amistad con el aristócrata y a sus cargos como jefe superior de Palacio y caballerizo mayor. Asimismo, el príncipe de Asturias Alfonso de Borbón y el infante Jaime de Borbón también visitaron el palacio el 28 de enero de 1927. En 1955, el III marqués de Viana, Fausto de Saavedra, vendió su palacio homónimo de Madrid para ocuparse como sede del Ministerio de Asuntos Exteriores, por lo que todas sus pertenencias allí expuestas se trasladaron a Córdoba, hecho por el que recibiría la Medalla de Oro de la ciudad unos años después. Las dos únicas veces que el dictador Francisco Franco pernoctó en Córdoba, en 1953 y 1962, lo hizo en este palacio debido a su amistad con el III marqués.

### Apertura al público
La viuda del tercer marqués, Sofía Lancaster, intentó vender el palacio en diversas ocasiones, sin embargo, tras las protestas cordobesas, lo cedió formalmente el 2 de julio de 1980, en una reunión celebrada en el Hotel Ritz, a la Caja Provincial de Ahorros de Córdoba a cambio de una renta anual de 20 millones de pesetas. Dicha Caja Provincial derivaría más adelante en el banco CajaSur, quien todavía ostenta su propiedad y que, a través de su fundación cultural, la ha adaptado para museo con una serie de colecciones distribuidas por sus salas, abriendo al público el 31 de octubre de 1981 con la presencia del presidente del Senado Cecilio Valverde. En 1983 se construyó el patio de Columnas para albergar actos culturales e institucionales. En 2012 se mejoró su musealización, mientras que en 2019 se abrieron al público las caballerizas.
El 27 de diciembre de 2019, como conmemoración del veinticinco aniversario de la declaración del Centro histórico de Córdoba como Patrimonio de la Humanidad, el Consejo de Gobierno de la Junta de Andalucía se celebró en el Palacio. Además, desde julio de 2021 se realizan bodas civiles tanto en los patios como en el interior del palacio.

## Patios y jardín

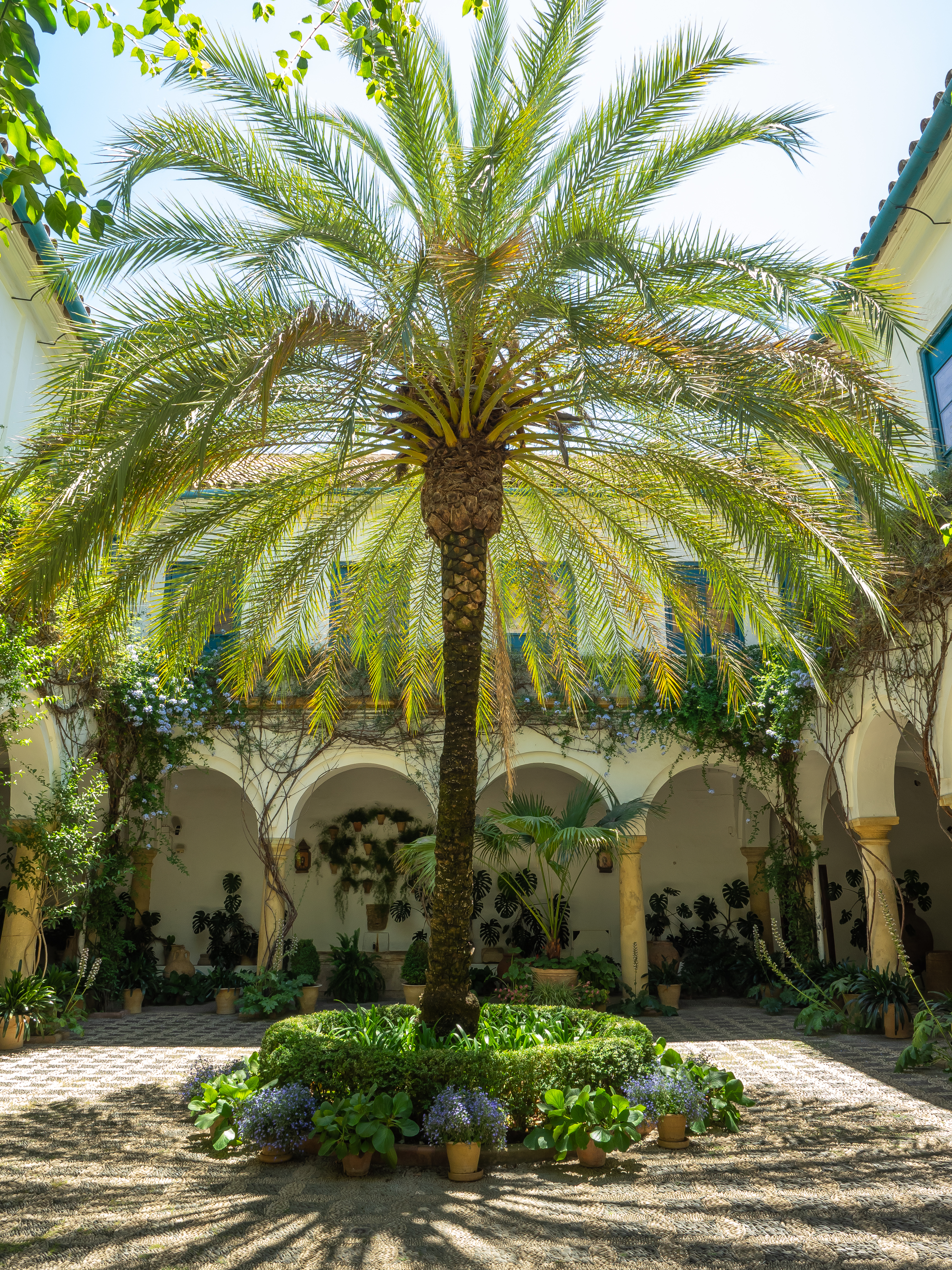
Patio de la Recepción.

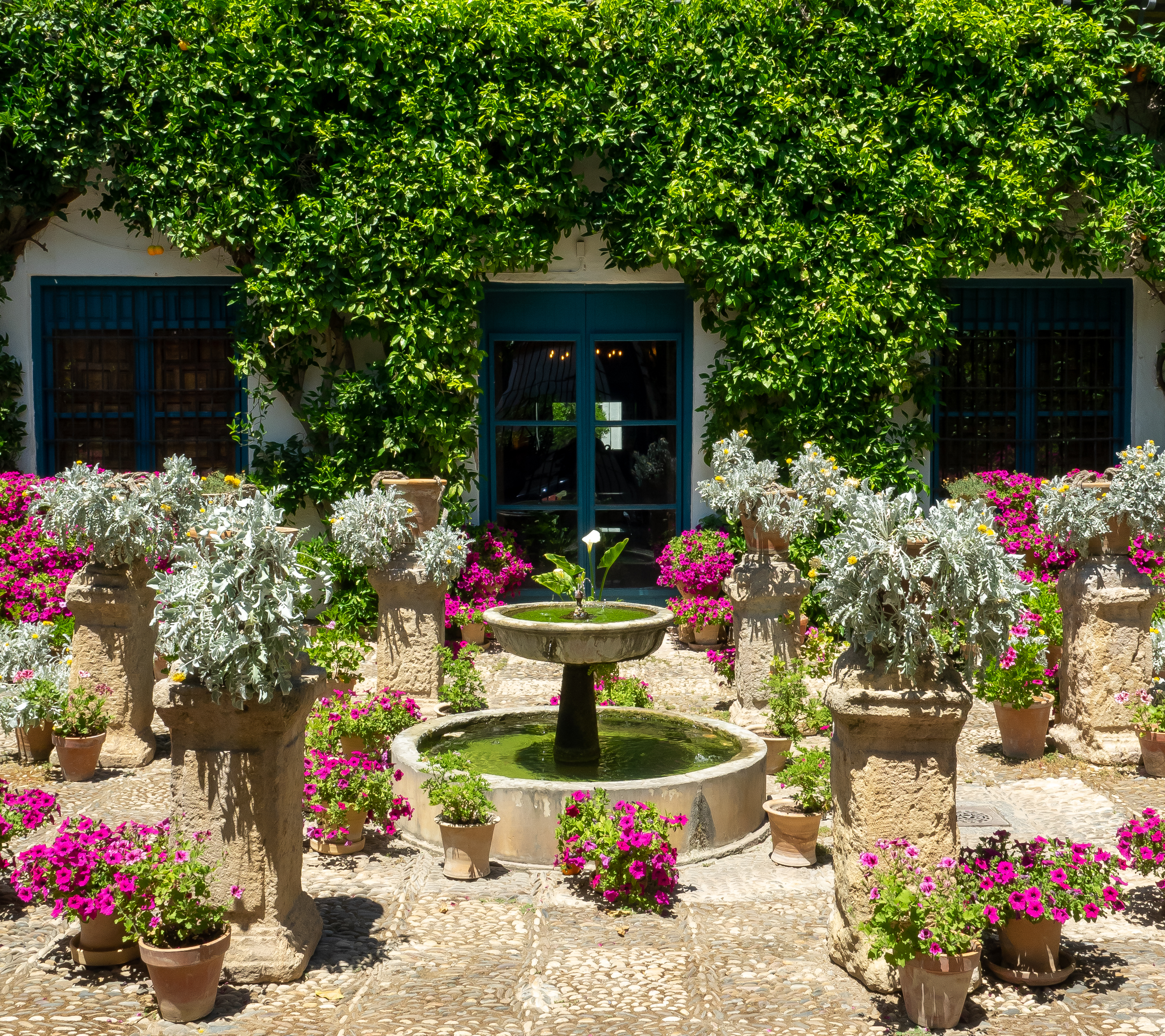
Patio de las Rejas.

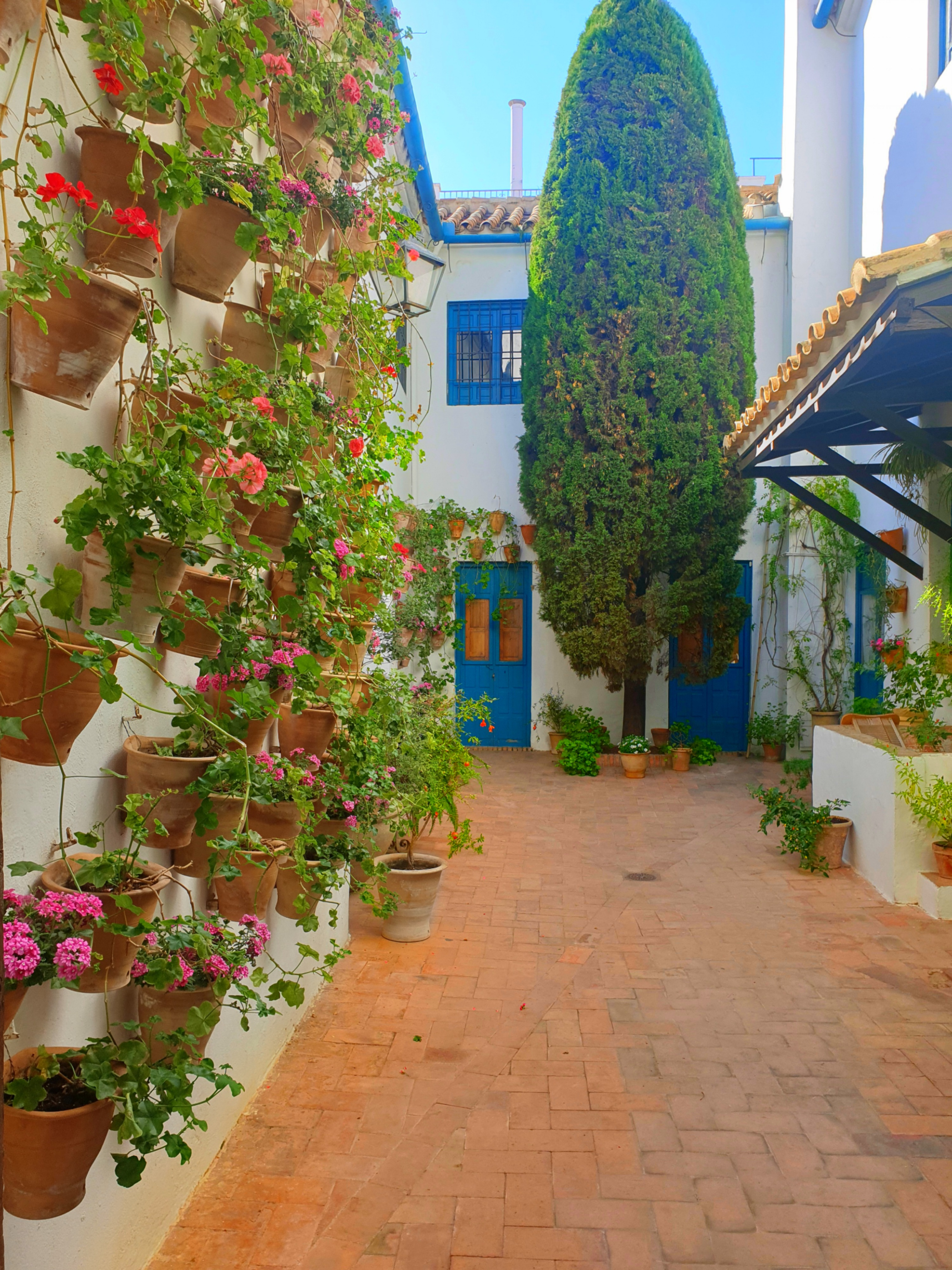
Patio de los Gatos, primer patio de vecinos documentado en Córdoba.

Una de sus grandes atracciones son sus hermosos doce patios cordobeses, unidos entre sí por galerías, con gran diversidad de plantas, sobre todo en primavera y verano cuando florecen las plantas y dan gran color al recinto. El agua es también uno de los elementos principales, ya que se fusiona con la vegetación creando un patio en armonía con la naturaleza.
- Patio de Recibo. Se convirtió en la entrada del palacio a finales del siglo XVI, cuando también se realizó la portada renacentista por Juan de Ochoa, ya que en sus orígenes la entrada se hacía por el patio de los Naranjos. Alberga dieciséis columnas de estilo toscano y el enchinado cordobés es de 1926. La palmera fue plantada en 1930 y replantada en 1999.[12] Se encuentra adosado a las caballerizas, que también tenían un acceso exterior, y donde se encuentran 26 pesebres con capacidad para 16 caballos[13] y una carroza nupcial tipo berlina del siglo XVIII para siete caballos y con pinturas de Vicente López, restauradas por Joaquín Sorolla para la boda de Alfonso XIII con Victoria Eugenia de Battenberg en 1906.[14] La carroza fue adquirida por el II marqués de Viana en Écija.[13]
- Patio de los Gatos. Este patio estaba formado por viviendas de vecinos denominadas casas de la Puentezuela de Tres Caños, siendo el primer patio de vecinos documentado en la ciudad cordobesa, que fueron compradas por el I señor de Villaseca en 1545. No obstante, fueron perdidas por un pleito en favor de su hija y no volvieron a adquirirse hasta 1647 como viviendas de alquiler. A partir del siglo XVIII finalmente se comunican al palacio y en 1735 se conoce que ya estaban destinadas a los administradores del mismo. Más tarde, cuando los Viana adquieren la propiedad en 1873, se instalan las cocinas en la sala contigua, por lo que también llegó a conocerse como patio de las Cocinas. La denominación de patio de los Gatos se debe a que estos felinos acudían a los olores de la comida.[15]
- Patio de los Naranjos. Entrada original del palacio durante el siglo XV hasta la construcción del patio de Recibo, alberga una gran cantidad de naranjos, de ahí su nombre, además de una alberca ornamental. En los planos del siglo XIX el patio aparece dividido en dos, volviendo a su estructura original durante el siglo XX. El III marqués de Viana solía coger un heliotropo del patio y ponerlo en el ojal de su chaqueta.[12] El pavimento de enchinado se aplica en los años 1980 tras la apertura al público, ya que estaba realizado en albero.[8]
- Patio de las Rejas. Recibe este nombre por las monumentales rejas realizadas por Bartolomé de los Reyes en 1624, que permiten observar el patio desde el exterior como muestra del alto estatus social, por lo que ha sido siempre uno de los patios más mimados por los dueños. Destacan los cítricos en espaldera y las macetas de centaurea alrededor de la fuente.[16]
- Patio de la Madama. Realizado en el siglo XVIII por la VI marquesa de Villaseca. Recibe este nombre por la estatua de una náyade en el centro de una fuente, siendo este tipo de esculturas clásicas recuperadas durante el Neoclasicismo. A comienzos del siglo XX se le añadieron los cipreses que la rodean actualmente.[17]
- Patio de las Columnas. Se trata del patio más reciente, ya que fue realizado durante los años 1980 una vez fue adquirido para las visitas públicas. Su tamaño hace que sea el más grande del complejo, solo superado por el jardín. Aquí se realizan diversos actos culturales como las Cruces de mayo, exposiciones, teatros o entregas de premios. Se decidió utilizar el arrayán, a diferencia del omnipresente boj, debido a que es muy habitual en la Sierra de Córdoba.[8]
- El jardín es la zona al aire libre más grande del palacio (1200 metros cuadrados), adquirida por el VII marqués de Villaseca en 1814 a los marqueses de Torres Cabrera, quienes tenían este espacio en propiedad. Con esta ampliación se duplicó el tamaño del palacio, ya que el aristócrata consideraba que era necesario disponer de un espacio verde más grande. Se configura en dieciséis parterres de boj, configuración típica de los jardines franceses de la época. La encina es la planta más antigua todo el palacio, de la que se calcula que tiene más de cuatrocientos años y alcanza los veinticinco metros.[8][18]
- Patio de la Alberca. Incorporado junto al jardín en 1814, perteneciendo anteriormente a los marqueses de Torres Cabrera. Aquí se ubicaba la denominada casa de campo, donde los Viana gestionaban sus otras propiedades rurales. Entre finales del siglo XIX y principios del XX fue denominado como patio de los Venados. El invernadero fue realizado en 1960, mientras que la alberca fue trasladada desde el vecino patio del Pozo en 1980.[19]
- Patio del Pozo. Incluido en el palacio también en 1814, aquí se encontraba la alberca ubicada actualmente en el patio de la Alberca. Entre finales del siglo XIX y principios del XX se conoció como el patio de la Noria, por este elemento desaparecido que se ubicaba en el lugar. Desde el pozo se extrae agua del arroyo Colodro que surte a todo el palacio y el resto de los patios. Sobre la malla que cubre el pozo se encuentran cuatro cangilones que fueron hallados en su interior. Otro de los puntos de agua del patio es una fuente con un mascarón de mármol gris con la inscripción «Fuente de Doña Leonor», una de las hijas del II marqués de Viana.[20]
- Patio de los Jardineros. Añadido al palacio en el siglo XIX, anteriormente también propiedad de los Torres Cabrera, permaneció como lugar de trabajo de los jardineros, donde guardaban sus enseres para dicha tarea. El II marqués de Viana trajo numerosos restos arqueológicos, como el dintel de una iglesia, para decorar el patio y la pared se encuentra cubierta por celestinas. Alberga un azulejo que conmemora la inauguración de la almazara de La Laguna (denominación por su cercanía a Laguna Grande, en Baeza) en 1926 en presencia del rey Alfonso XIII.[21]
- Patio de la Capilla. El patio fue anexionado durante el siglo XIX, siendo el patio principal de los antiguos dueños de Torres Cabrera, aunque ya se encontraba configurado en el siglo XVII. Alberga menos variedad floral debido a que es el patio más fresco del complejo.[22] Su denominación proviene de la existencia de una capilla anexa al patio, en la que encontramos tres pinturas: San Rafael y San Miguel (1655-56), ambas de Valdés Leal, y Alegoría de la defensa de la Inmaculada Concepción por los franciscanos, de la escuela de Antonio del Castillo.[8]
- Patio del Archivo. Fruto de la configuración que realizó la VI marquesa de Villaseca durante el siglo XVIII. Siendo el patio más interior del complejo, su nombre se debe al archivo palaciego ubicado en la entreplanta. Dicho archivo, que alberga más de 300 000 documentos de entre los siglos XII y XX, fue la única parte del palacio que no pasó a manos de CajaSur en 1980, sino que fue adquirido en el año 2000, siendo abierto a investigadores. Los azulejos de la fuente estuvieron cubiertos de cal durante décadas hasta 1925.[23]
- Patio de la Cancela. Entrada del palacio de los marqueses de Torres Cabrera hasta su adquisición en el siglo XIX que se integró en el complejo. Ha sido entrada de carruajes, como demuestra un abrevadero reutilizado como macetero, mientras que a mediados del siglo XX se le añaden objetos arqueológicos como una placa de mármol del siglo II de la lucha de Hércules contra el león de Nemea. Albergaba granero y caballerizas, y su nombre es debido a la gran cancela que da al exterior, actualmente entrada para los visitantes al palacio de Viana.[8][24] La fuente central es en realidad una pila bautismal proveniente de la parroquia de la Inmaculada Concepción de Almodóvar del Río, ubicada en este patio desde 1987.[25]

## Interior del palacio

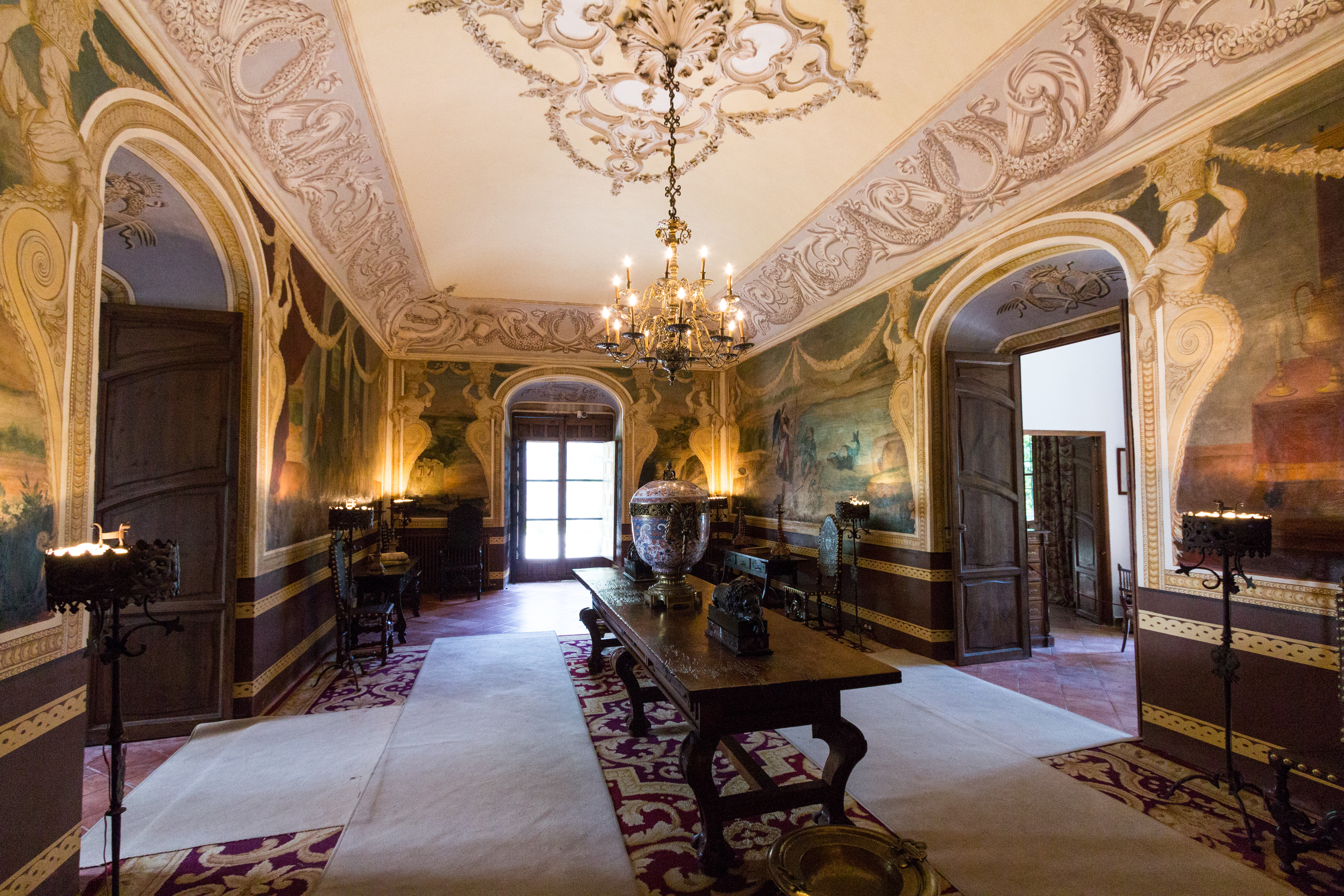
El Salón de Tobías.

### Planta baja
- El Salón del Mosaico sería la entrada original al interior de la casa para los invitados, donde se muestra un gran mosaico romano del siglo IV encontrado en el palacio de Moratalla. Fue trasladado por el II marqués de Viana al palacio en 1923 para exhibirlo. Este hecho es visible en una inscripción alrededor del mosaico original.[26]
- El Salón de las Firmas albergaba un gran libro donde firmaban las grandes personalidades de la época que visitaban el palacio. Entre ellas se encuentran la reina Fabiola de Bélgica, la reina Sofía cuando aún era princesa de España o el dictador Francisco Franco.[27]
- El Salón de Tobías recibe este nombre por unos murales anónimos del siglo XVIII que describen el relato bíblico del Libro de Tobías, donde aparece el arcángel San Rafael, personaje muy devocionado en la ciudad de Córdoba, siendo su custodio. Fueron restaurados un siglo más tarde por León Abadías, quien añadió las guirnaldas y las cariátides. Existe un eje visual en esta sala entre el patio del Archivo y el patio de las Rejas, que da directamente al exterior del palacio. Este hecho se debe a que la aristocracia quería mostrar su opulencia y estatus social.[26]
- La Sala de las Vitrinas alberga una colección rococó de vajilla de la Compañía de las Indias del siglo XVIII, un regalo realizado por el monarca Alfonso XIII al II marqués de Viana.[26]

### Primera planta

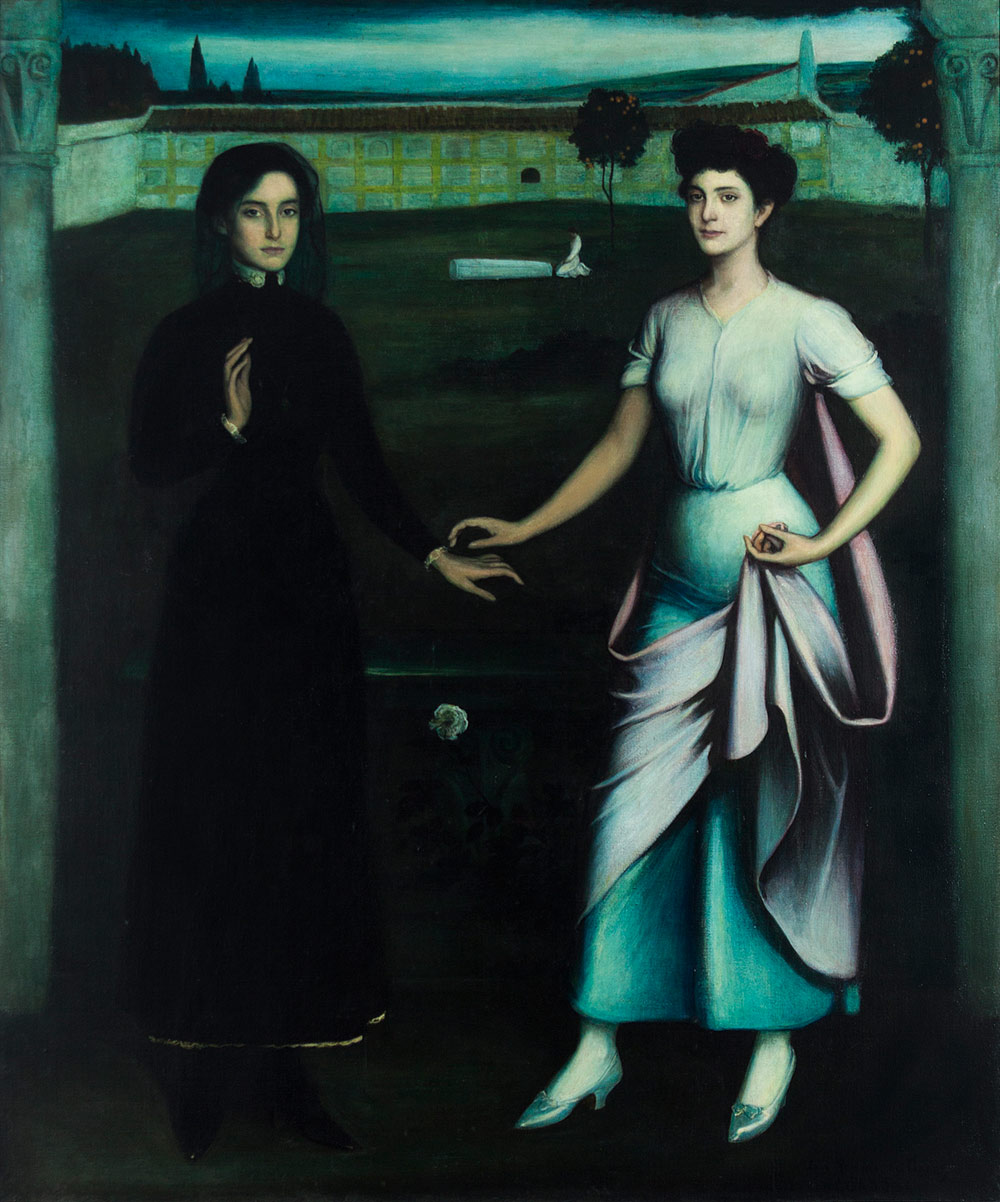
Amor sagrado, amor profano es una obra de Julio Romero de Torres que fue añadida al palacio debido a que la Fundación CajaSur es propietaria del mismo.

#### Colección CajaSur
La Fundación CajaSur añadió a una de las salas del palacio de Viana en su apertura en 1981 algunas obras de las que es propietaria. Destacan entre ellas obras de Julio Romero de Torres como Amor sagrado, amor profano, La saeta, Retrato de doña Salvadora Pérez Ortí y Retrato de don Antonio Muñoz Gassín. Además, entre su pintura barroca, destaca El arcángel San Rafael y El arcángel San Miguel de Juan de Valdés Leal, San Rafael de Acisclo Antonio Palomino, Adoración de los Magos de Luca Giordano y un Triunfo de San Miguel anónimo.

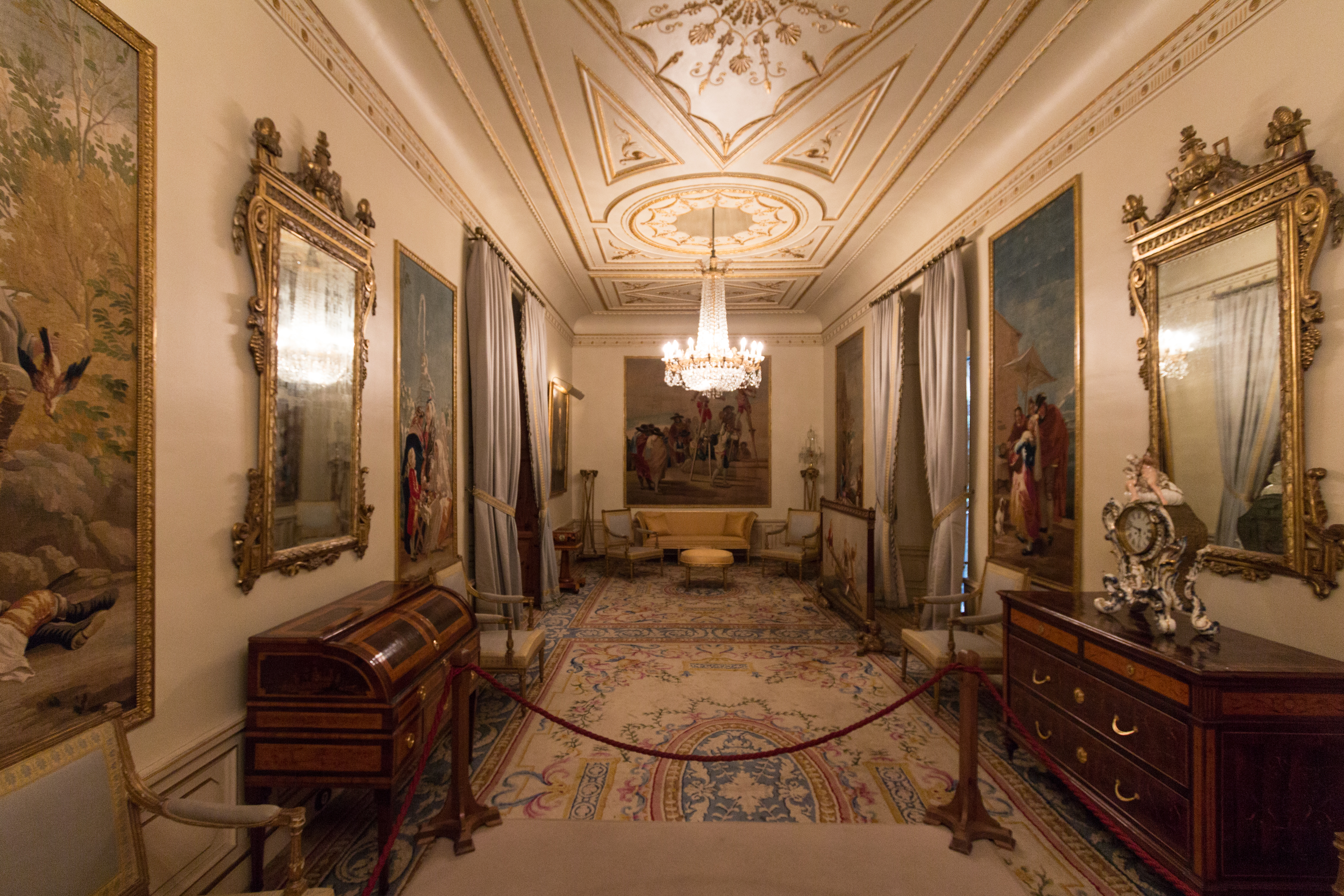
El Salón de Goya.

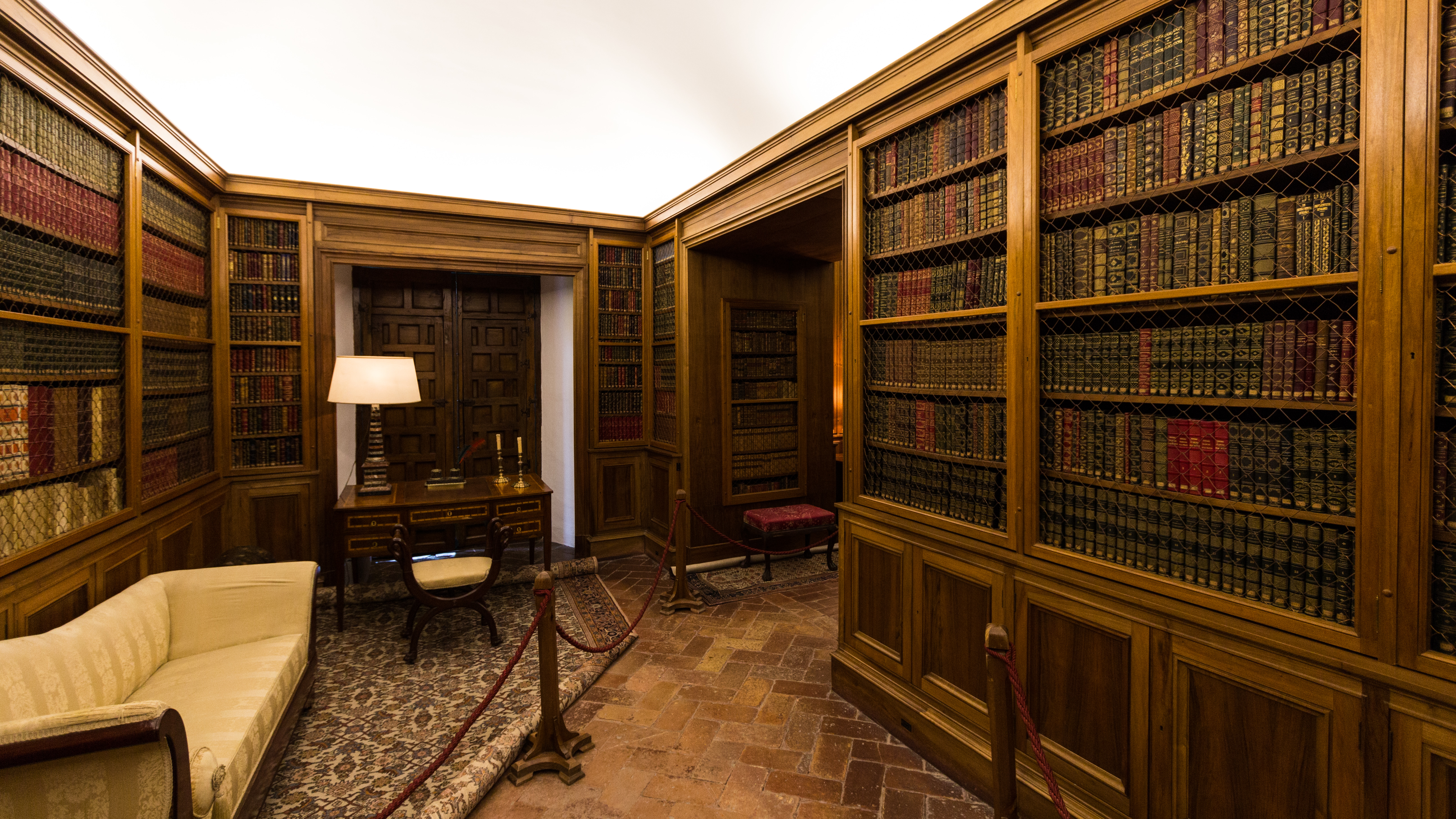
Biblioteca.

#### Área coleccionista
- La Galería de los Azulejos alberga 236 azulejos provenientes de alfares hispanomusulmanes y españoles, datados de entre los siglos XIII y XIX, una de las pocas colecciones de este tipo existentes en el mundo. La temática es mayoritariamente heráldica, aunque también existen rótulos de calles, motivos gremiales o eclesiásticos. El suelo se encuentra pavimentado con un mosaico romano.[30]
- En la Galería de las Batallas se observan cuatro pinturas realizadas por Pieter Meulener en 1650 representando escenas de la Guerra de los Treinta Años. Se trata de la colección más antigua del palacio.[30]
- En el interior del Salón de Goya se aprecian diversos tapices españoles realizados en la Real Fábrica de Tapices de Santa Bárbara de Madrid y tejidos sobre cartones de Francisco de Goya: “La Dama y el Militar”, “La acerolera”, “El balancín” y “Los Zancos”. La alfombra fue encargada por la III marquesa de Viana, Sofía de Lancaster, especialmente medida para la habitación. Las lámparas provienen del palacio de La Granja de San Ildefonso.[30]
- Tapices pertenecientes a la serie Viejas Indias de 1688, pueden observarse en el Salón de Gobelinos, que representan el descubrimiento de América, aunque algunos animales y plantas son puramente ficticios. Estos tapices eran guardados en el palacio de Viana madrileño, por lo que al venderse aquel en 1955 al Ministerio del Exterior, tuvieron que adaptarse para el palacio cordobés en la Real Manufactura de Gobelans.[30]
- Dedicada a la pintura se encuentra la Sala Brueghel, pintura flamenca del siglo XVII de los talleres de Jan Brueghel el Viejo y Jan Brueghel el Joven; así como la Sala Duque de Rivas, pintura romántica española del duque de Rivas Ángel de Saavedra, padre del primer marqués de Viana.[30]
- Alberga una biblioteca con más de siete mil volúmenes escritos en diferentes idiomas con temas muy variados como varias ediciones de Don Quijote de la Mancha, la Biblia Vulgata, cuentos ilustrados por Gustave Doré o una copia del Tesoro de Brunetto Latini del siglo XV.[30]
- Una galería completamente dedicada al II marqués de Viana alberga una colección de libros de caza, de la que era gran aficionado, de entre los siglos XVI y XIX, y ejecutorias de nobleza e hidalguía. Asimismo, una gran colección de cuero formada por treinta piezas de entre los siglos XV al XVIII, forma una de las mayores colecciones de Viana. Alberga cuatro cordobanes (sin color), mientras que el resto son guadamecíes (policromados), ambas técnicas muy antiguas de la ciudad de Córdoba desde época islámica. Finalmente, en esta sala se observa una colección de arcabuces de entre los siglos XVII y XIX realizados por arcabuceros reales.[30]

#### Área habitacional

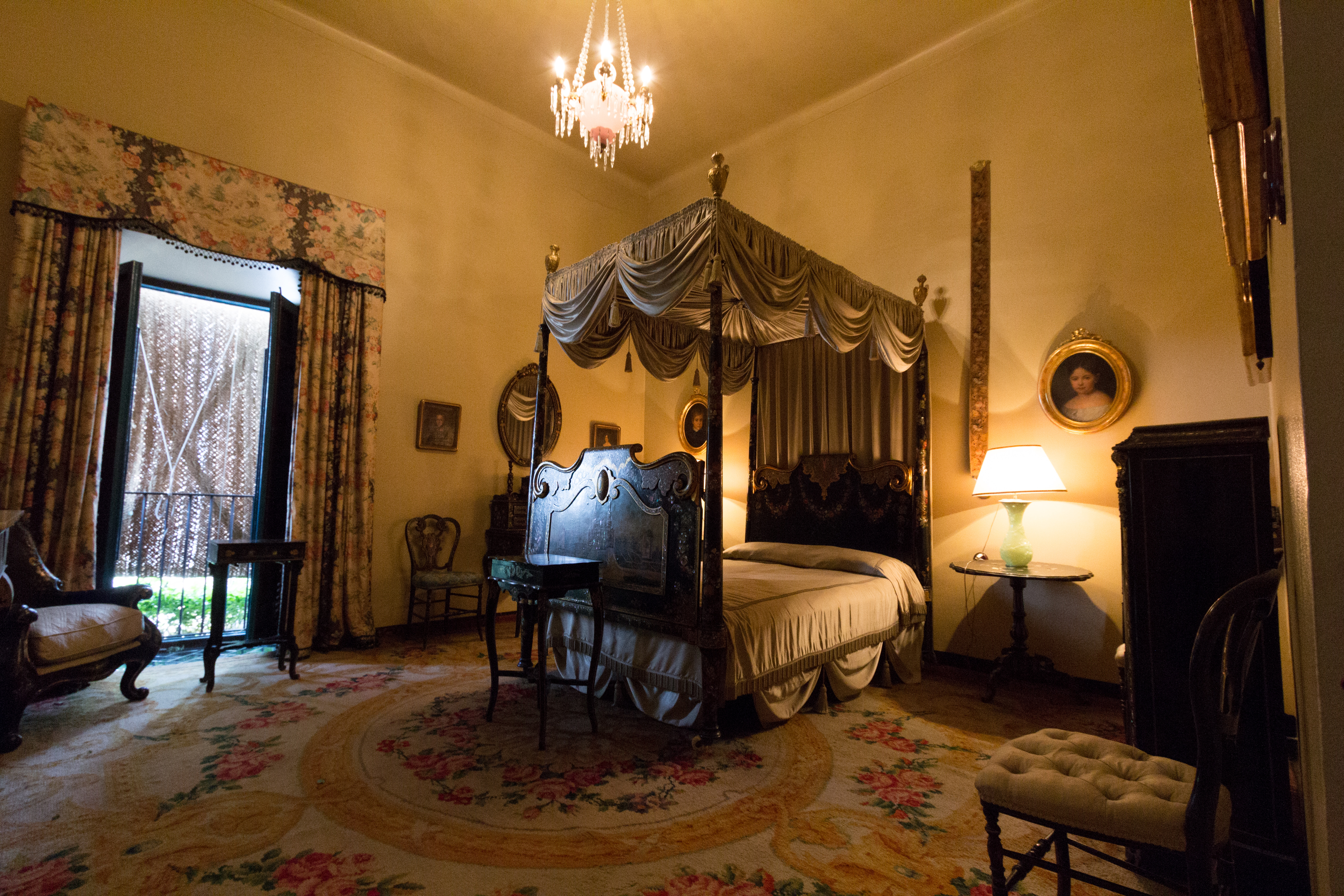
El Dormitorio Negro.

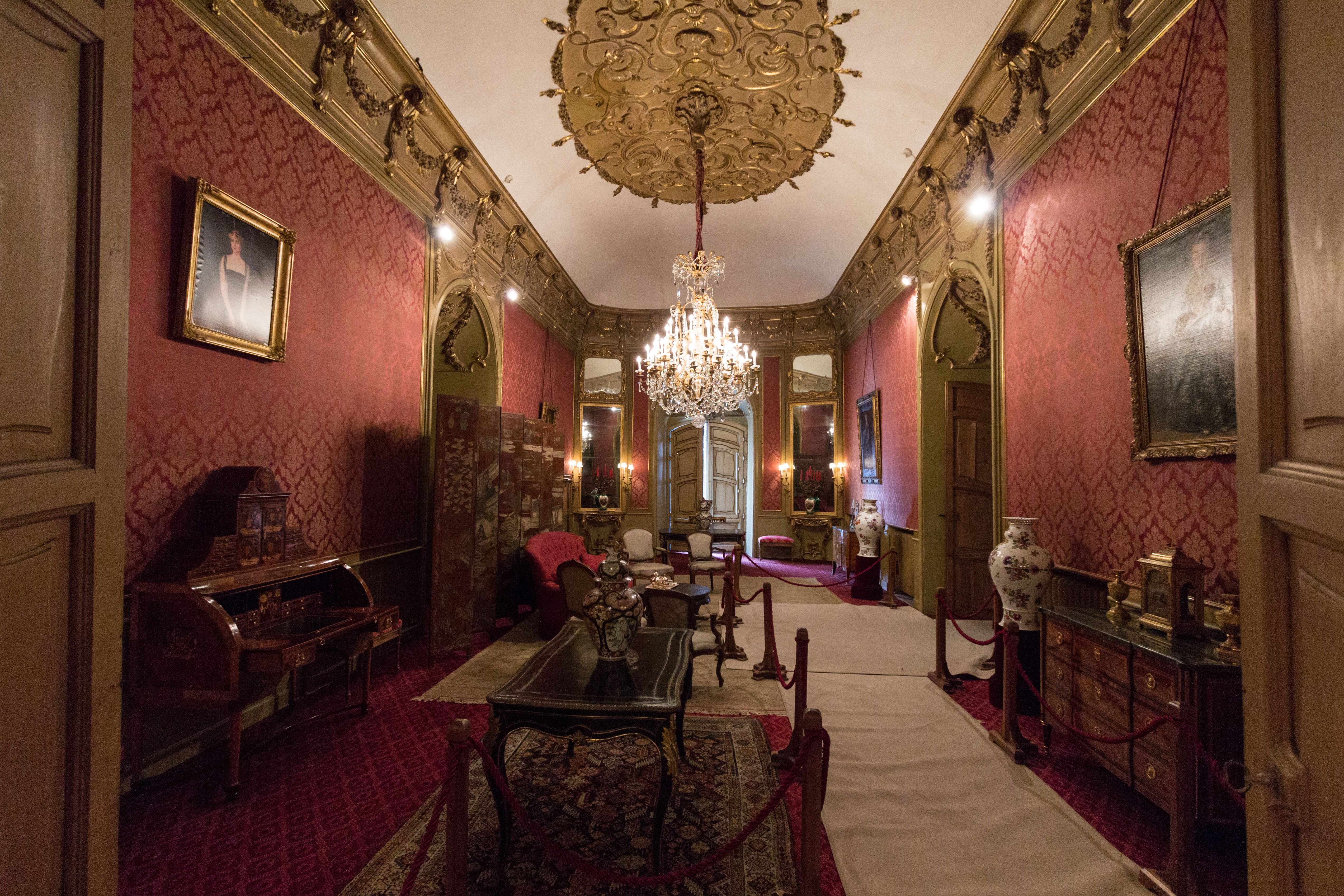
El Salón Rojo.

- El Dormitorio Negro es denominado de tal manera por sus baldosas vidriadas y la ambientación del mismo del siglo XVIII.[31]
- El Dormitorio Francés destaca por sus muebles franceses del siglo XVIII y un cuadro de la reina Isabel de Farnesio sosteniendo en sus brazos al futuro Carlos III, obra de Miguel Jacinto Meléndez.[31]
- El Salón del Artesonado destaca por sus tapices flamencos del siglo XVI de temática mitológica y otras pinturas de Bartolomé González y Serrano y Juan Pantoja de la Cruz. Su cubierta mudéjar es de época moderna.[31]
- El Salón Portugués es llamado así por su mobiliario barroco de Portugal del siglo XVIII, además de destacar por la lámpara de cristal del Palacio Real de la Granja de San Ildefonso.[31]
- El comedor es una amplia sala donde destaca la cerámica de Talavera de la Reina del siglo XVIII, así como un retrato del rey Alfonso XIII con el uniforme de armas, dedicado al II marqués de Viana, realizado por Joaquín Sorolla en 1908.[31]
- La decoración del Salón Rojo fue realizada por la III marquesa de Viana y última propietaria, Sofía de Lancaster. Destaca un biombo chino de Coromandel, regalo de su boda, así como una lámpara de Bohemia y un retrato de la reina Victoria Eugenia realizado por Joaquín Sorolla.[31]

Asimismo, entre otras dependencias, destaca los dormitorios de últimos propietarios, los III marqueses de Viana, el Salón de los Sentidos, las cocinas o el despacho de la marquesa que recrea de nuevo al siglo XVI con un artesonado mudéjar.

## Escenario
El Palacio de Viana cordobés ha sido sede de varias series y películas.
- En 1988 se grabaron escenas de la película Pasodoble, dirigida por José Luis García Sánchez.[32]
- En 2016 se grabaron en su interior escenas del último capítulo de la segunda temporada de la serie española Allí abajo.[33]

## Flora
| Espacio                 | Vegetación                                                                            |
| ----------------------- | ------------------------------------------------------------------------------------- |
| Patio de Recibo         | Palmera datilera, celestina, rosa de pitiminí, clivia, oreja de vaca y dama de noche. |
| Patio de los Gatos      | Bignonia, gitanilla, geranio, clavel, pericón y uña de gato.                          |
| Patio de los Naranjos   | Naranjos, nenúfar, heliotropo, cala, glicinia, oreja de vaca y celestina.             |
| Patio de las Rejas      | Cítricos, geranio, gitanilla, cineraria híbrida, centaurea y cala.                    |
| Patio de la Madama      | Mandarino, violeta, pensamiento, buganvilla, cala, senecio petasite y jazmín.         |
| Patio de las Columnas   | Jazmín, dama de noche, flor del sol, buganvilla, centaurea, geranio y gitanilla.      |
| Jardín                  | Mandarino, encina, magnolio bravío, adelfa, granado, rosal, senecio petasite y lirio. |
| Patio de la Alberca     | Mandarino, centaurea, flor de sol, clavel, uña de gato, coral y verbena.              |
| Patio del Pozo          | Buganvilla, crisantemo, jazmín, petunia, banderita española, flor de sol y verbena.   |
| Patio de los Jardineros | Celestina, centaurea, alegría de la casa, petunia, rosal, geranio y gitanilla.        |
| Patio de la Capilla     | Cítricos, clivia, begonia y lágrimas de ángel.                                        |
| Patio del Archivo       | Mandarino, violeta, clivia, cala, gitanilla, dama de noche, geranio y geranio chino.  |
| Patio de la Cancela     | Clivia, rosa de pitiminí, cala, buganvilla, centaurea, geranio y gitanilla.           |